# Muthugada Halli, Bangalore North
Muthugada Halli là một làng thuộc tehsil Bangalore North, huyện Bangalore Urban, bang Karnataka, Ấn Độ.